# Ptychobela vexillium
Ptychobela vexillium is een slakkensoort uit de familie van de Pseudomelatomidae. De wetenschappelijke naam van de soort is voor het eerst geldig gepubliceerd in 1966 door Habe & Kosuge.